# حكومة يهودا المؤقتة (66–68)
كانت حكومة يهودا المؤقتة كيانًا لم يُعمّر كثيرًا حكم بحكم الأمر الواقع في يهودا. تم تأسيس الحكومة في العام 66 من قبل قوات متمردي يهودا الصدوقيين والفريسيين، وكان هدفها هو حكم ولاية يهودا. عملت الحكومة حتى حصار معبد الزيلوت في عام 68، عندما تم ذبح معظم قادتها في الصراع بين المتمردين.

## التاريخ

### الانعقاد

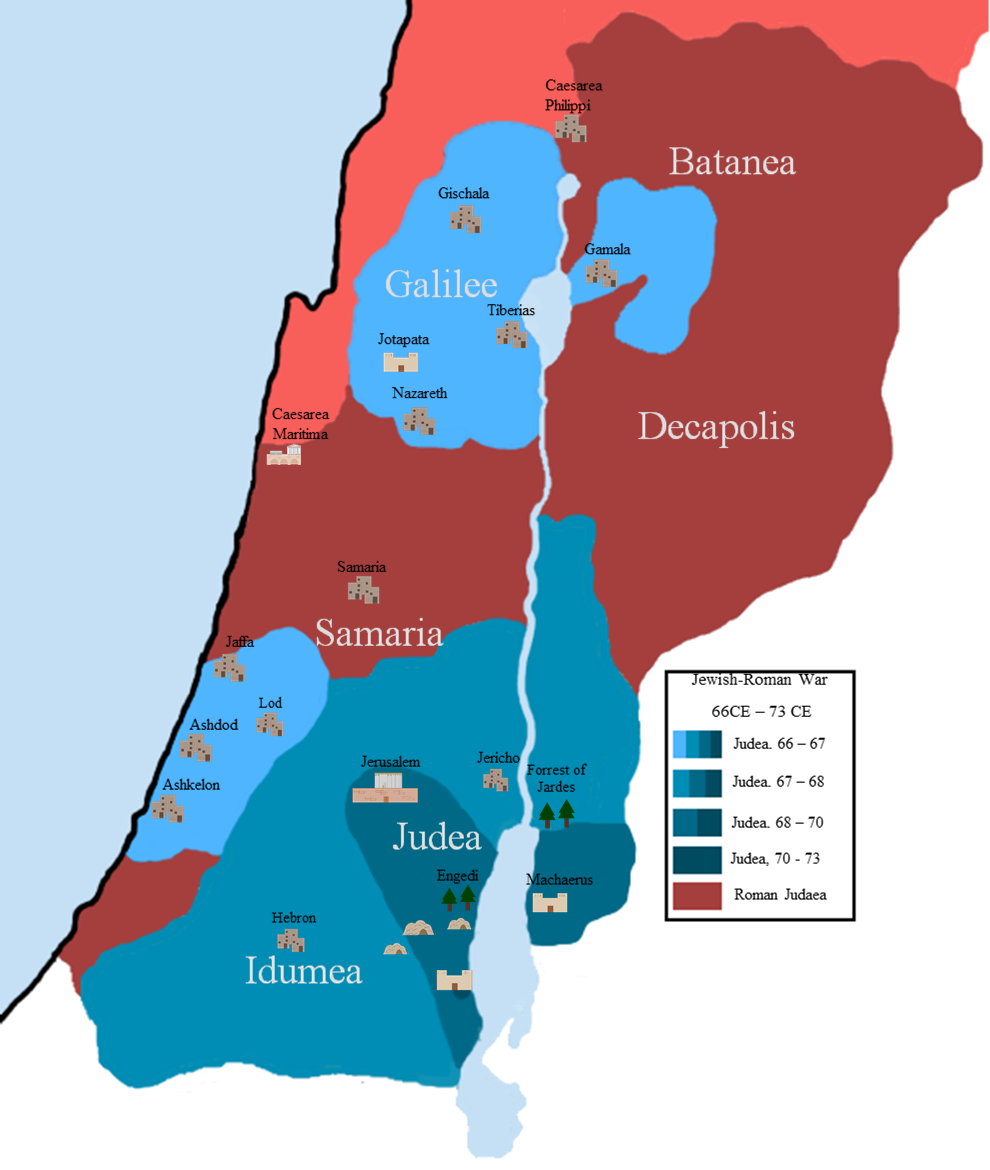
خريطة الأراضي المتغيرة التي تحتفظ بها القوات اليهودية خلال التمرد

بعد هزيمة جالوس في بيت حورون في 66 قبل الميلاد، تم استدعاء مجلس الشعب تحت التوجيه الروحي لسيمون بن جمليئيل وبالتالي تم تشكيل حكومة يهودا المؤقتة في أورشليم. تم تعيين أنانوس بن أنانوس، الكاهن الأعظم لبني إسرائيل السابق، كواحد من رؤساء الحكومات وبدأ تعزيز المدينة، مع تولي شخصيات بارزة أخرى مثل جوشوا بن جاملا أدوارًا قيادية. لقد عُين يوسف بن متتياهو قائدًا في الجليل والجولان في حين تم تعيين جوزيف بن شمعون قائدًا لأريحا، ويوحنان الاسين قائدًا ليافا واللد وAmmeus-Nikopolis وجميع منطقة تامنا، فيما عُين العازار بن حنانيا قائدً مشتركًا في إدوم مع جوشوا بن زافيا، مع كون نيجر بيريان (بطل الحرب خلال حملة جالوس) تحت قيادتهم. تم تعيين منسيه لتغطية بيريا وقد خصص يوحنان بن حنانيا لجوفنا وأكرابيتا.

### سك العملة

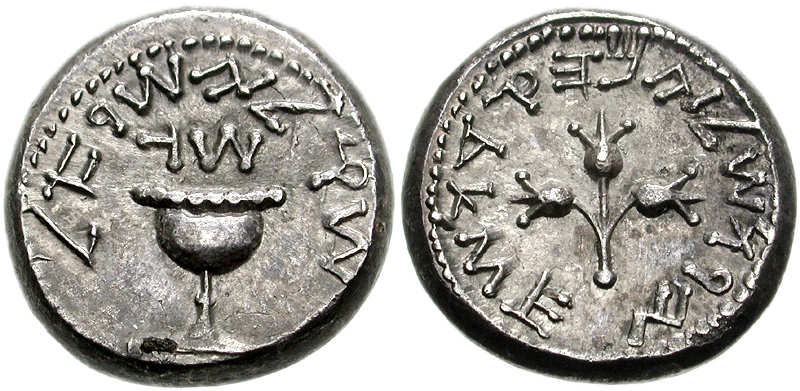
عملة معدنية أصدرها المتمردون في عام 68، لاحظ الأبجدية العبرية القديمة. الوجه: «شيكل، إسرائيل. سنة 3.» عكس: «أورشليم المقدسة»

وفقًا لسيسيل روث، بدأت الحكومة الجديدة على الفور تقريبًا في سك النقود الفضية التي كانت ذات أهمية رمزية في النضال من أجل الاستقلال لأنها كانت خالية من اسم وصورة وفترة حكم الإمبراطور الروماني ولأنها كانت مصنوعة من الفضة مع أنها «لم تكن متميزة في التصميم أو التنفيذ». كانت العملة الفضية هي امتياز دار سك النقود الإمبراطورية، وكانت العملات البرونزية التي سُمح للمحافظات بسكها رمزًا لإخضاع المقاطعات إلى روما. هناك اتفاق علمي واسع النطاق على أن العملات المعدنية التي أصدرتها حكومة يهودا أثناء الثورة تستخدم نصًا عبريًا قديمًا ورموزًا يهودية، بما في ذلك براعم الرمان والولاف والإتروج وعبارات بما في ذلك «شيكل إسرائيل» و«حرية صهيون» (بالعبرية: חרות ציון) كبياناتٍ سياسية تهدف إلى حشد الدعم من أجل الاستقلال.

### الفض
أُلغيت الحكومة المؤقتة في عام 68 عندما أدى الصراع بين المتمردين إلى مقتل معظم أعضائها. وفقًا للمؤرخ يوسيفوس فلافيوس، فقد حرض أنانوس الشعب على الانتفاضة ضد الزيلوت الذين كانوا يسيطرون على الهيكل. حاصرت قوات أنانوس الزيلوت الذين سيطروا على الهيكل. وعندما قاد جون غيسكالا الزيلوت للاعتقاد بأن أنانوس قد اتصل بالجنرال الروماني فسبازيان للمساعدة في استعادة السيطرة على كل أورشليم، فقد طلب الزيلوت، بعد يأسهم، من الأدوميين المساعدة في منع تسليم المدينة إلى الرومان. وعندما وصل الأدوميين، فتح الزيلوت أبواب أورشليم لهم حيث ذَبح الأديوميين قوات بن حنان (أنانوس بن أنانوس)، وقتلوه أيضًا.
بعد تحرير الزيلوت من الهيكل، ذَبح الأدوميين والزيلوت عامة الشعب. استدعت فلول الحكومة المتمردة الفصيل الفلاحي برئاسة سايمون بار جيورا إلى أورشليم، من أجل الوقوف ضد الزيلوت الهائجين. وفي حين سيطر بار جيورا ذو الشخصية الجذابة على جزء كبير من المدينة، إلا أنه لم يحاول استعادة الحكومة، بل كان يحكم بنفسه بطريقة استبدادية. استمر القتال المرير بين فصائل الزيلوت وبار جيورا حتى الحصار الروماني عام 70.

## الاعتراف بها
لم تعترف الإمبراطورية الرومانية بحكومة «يهودا» المتمردة، ولكنها حصلت في الواقع على اعتراف محدود من بين فصائل المتمردين. كان للحكومة المتمردة في أورشليم سلطة قليلة في الجليل، حيث لم يكن السكان المحليون راضين عن تعيين جوزيف بن ماتيتياهو، وهو غير محلي، كقائد إقليمي كونه همش جون غيشالا وجوستوس الطبري اللذان رفضا سلطته. بالإضافة إلى ذلك، لم يكن الزيلوت المتمركزون في يهودا والفلاحين ومعظم الفصائل الأدومية تحت السيطرة المباشرة للحكومة. إلا أن مملكة أديبين قدمت دعمًا مباشرًا لها، حيث أرسلت إمدادات كبيرة ونحو 500 رجل مسلح لدعمها.

## العواقب
ظلت أورشليم في الغالب تحت سيطرة الزيلوت حتى عام 70 عندما تم احتلالها من قبل روما.